# Шаффран, Эмерих
Эмерих Шаффран (нем. Emerich Schaffran, 25 мая 1883, Вена — 10 октября 1962, Вена) — австрийский художник, график, историк искусств, сотрудник Аненербе.

## Биография
Изначально служил офицером в армии, однако затем обратился к искусству и в 1906-1909 гг. изучал археологию и историю искусств в Вене, а затем в Мюнхене у Ханса Литцмана. Был представителем Венской сецессии. С 1914 г. научный сотрудник и хранитель земельного музея Нижней Австрии. Участник Первой мировой войны, был тяжело ранен. В 1924-1946 гг. на преподавательской работе в Вене.
В 1930-е гг. сошёлся с представителями национал-социалистического движения и начал публиковать статьи и работы, посвящённые истинно германскому искусству. Также начал сотрудничать с Аненербе, 15 мая 1938 г., вскоре после аншлюса, без санкции Гиммлера открыл в Вене учебно-исследовательский отдел германского искусства, который был закрыт в конце того же года. Со временем отношения Шаффрана с нацистами ухудшились - в 1943 г. он за неосторожные высказывания был взят под надзор венским гестапо по обвинению в пораженчестве.
В 1941-1948 гг. работал консультантом-специалистом в области искусства венского аукциона Доротеум и сотрудником Бюро по делам памятников.

## Сочинения
(неполный список)
- Die niederösterreichischen Stifte. Wien : A. Hartleben, [1925].
- Entwicklungsgeschichte der Stile in der bildenden Kunst. Wien : A. Hartleben, 1925.
- Führer durch die wichtigsten öffentlichen und privaten Kunstsammlungen und Galerien in Wien. Wien : Steyrermühl, [1928].
- Wien. Wien : Steyrermühl, [1930].
- Kunst der Langobarden in Italien, Jena, Diederichs, 1935.
- Geschichte der Langobarden (Deutsches Ahnenerbe, Reihe C: Volkstümliche Schriften, Bd. 6). Leipzig, v. Hase & Koehler, 1938.
- Langobardische und nachlango- bardische Kunst in den deutschen Ostalpen. Mannus 30 (1938).
- Vormärzliches Wien. Wien : Luser, 1939.
- Der Radstädter Tauern. Wien : Luser, 1940.
- Kirche Karnburg (Kärnten). München : Schnell & Steiner, 1940.
- Kunstgeschichte Österreichs. Wien : Hollinek, 1948.
- Die Wachau. Wien : Deuticke, 1948.
- Die Baustile Europas. Wien : Prachner, 1949.
- Frühchristentum und Völkerwanderung in den Ostalpen, in: AfK 37, 1955.
- Die vorromanischen Wandmalereien in der St. Prokuluskirche zu Naturns (Vinschgau, Südtirol). Innsbruck : Wagner, 1958.
- Kunstdenkmäler Wiens. Wien : Birken-Verl., 1958.
- Stuckfragmente aus der Pfarrkirche in Suhr bei Aarau. Erlangen : Dt. Inst. f. Merowingisch-karolingische Kunstforschung, 1959.
- Dictionary of European art. London : Owen, 1959.
- Der Inquisitionsprozess gegen Paolo Veronese, in: Archiv für Kultur-Geschichte 42 (1960), Nr. 2.
- Die Porta Hungarica von Petronell bis Wolfsthal. Wien : Bergland Verl., 1960.
- Frühchristliche Mosaiken. München : Knorr & Hirth, 1961.
- Taschenlexikon der Kunst. Berlin : Verl. Lebendiges Wissen, 1964 (неоднократно переиздавалась)
- Ägyptische Malerei. Stuttgart : Parkland-Verlag, [1978] (неоднократно переиздавалась на разных языках).